# Yangsheng
El Yangsheng (literalmente, cultivar la vida) son todas las prácticas que se efectuaban China para fortalecer cuerpo y alma o "shen".

## Historia del yangsheng

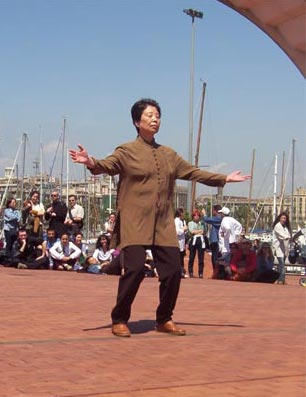
Dra. Hu Yue Xian, experta en Chi Kung.

En la época del Emperador Amarillo encontramos ya un antecedente, el Huangdi Neijing  (Libro interior del Emperador Amarillo)
Sin embargo, el que ya empieza a tratar sobre el yangsheng en concreto nos viene del siglo IV a. C. de puño de Mencio, que explica cómo se puede fortalecer nuestro Qì (Energía vital) con técnicas respiratorias
Otra obra china de este asunto, escrita por diversos autores entre los siglos IV y I a. C., es el "Guanzi" (Maestro Guan) que asegura que se puede alcanzar la iluminación del espíritu ("shenming") por medio de la armonía entre energía vital, alma y el alma en su estado más elevado.
Durante la dinastía Han todos los métodos son considerados correctos, pero en el siglo II d. C. la medicina hace que haya nuevos procedimientos del yangsheng (Como dietas, ejercicios aeróbicos, etc.) 
El Taoísmo también tiene sus propios procedimientos, como las drogas o las artes marciales
En la actualidad, se le denomina yangsheng a algunos tipos de Chi Kung

## Procedimientos

### Ejercicios

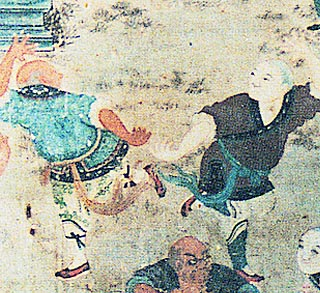
Monjes shaolin practicando artes marciales.

La parte más importante de esta práctica es el ejercicio, del cual había varios tipos: Las técnicas respiratorias que nos cita Mencio para cultivar la energía vital, y con ella, alcanzar la semilla de la bondad, o la gimnasia terapéutica (Denominada daoyin, "conducir y extender") desarrollada por los médicos. Pero sobre todo, destacan las famosas artes marciales ("Wushu"), cuya primera referencia documentada data del siglo VII d. C. por los monjes del monasterio de Shaolin.

### Drogas y dieta
Otro procedimiento se hallaba en el consumo de drogas. Las drogas eran causantes de una deformación de la realidad y una sensación de bienestar que hacia que su consumo se llegara a considerar benigno. Pero además, se decía que era causa de la inmortalidad.
Respecto a la dieta, era considerada un factor muy importante a tener en cuenta en el yangsheng. La buena dieta había de contener los dos tipos básicos de comida, calientes y frías. Las calientes, de sabor picante o salado, estimulaban al organismo y sus fluidos y las frías, de sabor amargo o ácido, ayudaban a la mente y a bajar la temperatura.

### Sexo e higiene
Los taoístas creían que esta práctica servía para que el hombre (Yang) adquiriera el yin femenino, y relacionaban ciertas posturas con ciertas características benignas.
Otro factor era la higiene personal. Un hombre debía ser limpio y puro para alcanzar la armonía.